# William MacDonald (Theologe)
William MacDonald (* 7. Januar 1917 in Leominster (Massachusetts); † 25. Dezember 2007) war Präsident des Emmaus Bible College und Autor von 84 Büchern. Er gehörte der Brüderbewegung an.

## Leben
William MacDonald verbrachte seine Kindheit unter der strengen Erziehung seiner Eltern in Schottland. Als Fünfjähriger erkrankte er an Diphtherie und entkam nur knapp dem Tod. Mit 18 Jahren hatte er ein Bekehrungserlebnis, nachdem er die Biografie von Charles T. Studd gelesen hatte.
Als junger Mann studierte MacDonald während der allgemeinen Wirtschaftskrise in den USA Wirtschaftswissenschaften an der Harvard University. Danach arbeitete er als Investment Analyst für die First National Bank of Boston.
Im September 1947 ging er nach Chicago, um am Emmaus Bible College einen Posten als Lehrer anzunehmen. 1959 wurde er der zweite Präsident der Bibelschule. Zusammen mit Jean Gibson entwickelte er in San Leandro ein Jüngerschaftsprogramm (DITP – Discipleship Intern Training Program), in dem junge Männer für jeweils neun Monate im Rahmen der örtlichen Gemeinde in Theorie und Praxis unterrichtet und angeleitet werden.
MacDonald hatte ein gutes Verhältnis zu George Verwer, dem Gründer von Operation Mobilisation, den er als junger Mann kennengelernt hatte.
60 Jahre lang wirkte MacDonald als Lehrer, Prediger und Autor von insgesamt 84 Büchern.
Er war nie verheiratet. 

## Veröffentlichungen
MacDonalds Bücher werden in deutscher Sprache hauptsächlich vom Verlag CLV übersetzt und herausgegeben.
Sein Buch Wahre Jüngerschaft wurde in über 50 Sprachen übersetzt und bisher über eine Million Mal gedruckt. Sein Kommentar zum Neuen Testament erschien 1989 und wurde bisher in 35 Sprachen übersetzt, der Kommentar zum Alten Testament in 25 Sprachen.

## Schriften (Auswahl)
- Kommentar zum Neuen Testament. CLV, Bielefeld 1992. ISBN 978-3-89397-378-1 Originaltitel: BBC – Believer’s Bible Commentary. New Testament (1989)
- Fragen, Forschen, Finden. Effektives Bibelstudium. CLV, Bielefeld 2002, ISBN 3-89397-482-2
- Wahre Jüngerschaft. CLV, Bielefeld 2003. ISBN 978-3-89397-499-3. Originaltitel: True Discipleship und Where is your Treasure? (1962)
- Nimm mein Leben. CLV, Bielefeld 2014. ISBN 978-3-86699-158-3. Originaltitel: My Heart, My Life, My All (1997)
- Kommentar zum Alten Testament. 2. Auflage, Christliche Literatur-Verbreitung e.V.,  Bielefeld 2010, ISBN 978-3-89397-657-7, auf leseplatz.de